# مارسيلو بالبوا
مارسيلو بالبوا (بالإنجليزية: Marcelo Balboa)‏، من مواليد 8 أغسطس 1967 في شيكاغو في إلينوي في الولايات المتحدة الأمريكية، لاعب كرة قدم أمريكي سابق.
لعب مع منتخب الولايات المتحدة لكرة القدم منذ عام 1988 وحتى عام 2000، وشارك معهم في 128 مباراة وسجل 13 هدف.

## روابط خارجية
- مارسيلو بالبوا على موقع الاتحاد الدولي (مؤرشف)  (الإنجليزية)
- مارسيلو بالبوا على موقع الدوري الأمريكي (الإنجليزية)
- مارسيلو بالبوا على موقع قاعدة بيانات كرة القدم.إي يو (الإنجليزية)
- مارسيلو بالبوا على موقع ناشيونال فوتبول تيمز (الإنجليزية)
- مارسيلو بالبوا على موقع عالم كرة القدم.نت (الإنجليزية)